# Винищувач-перехоплювач

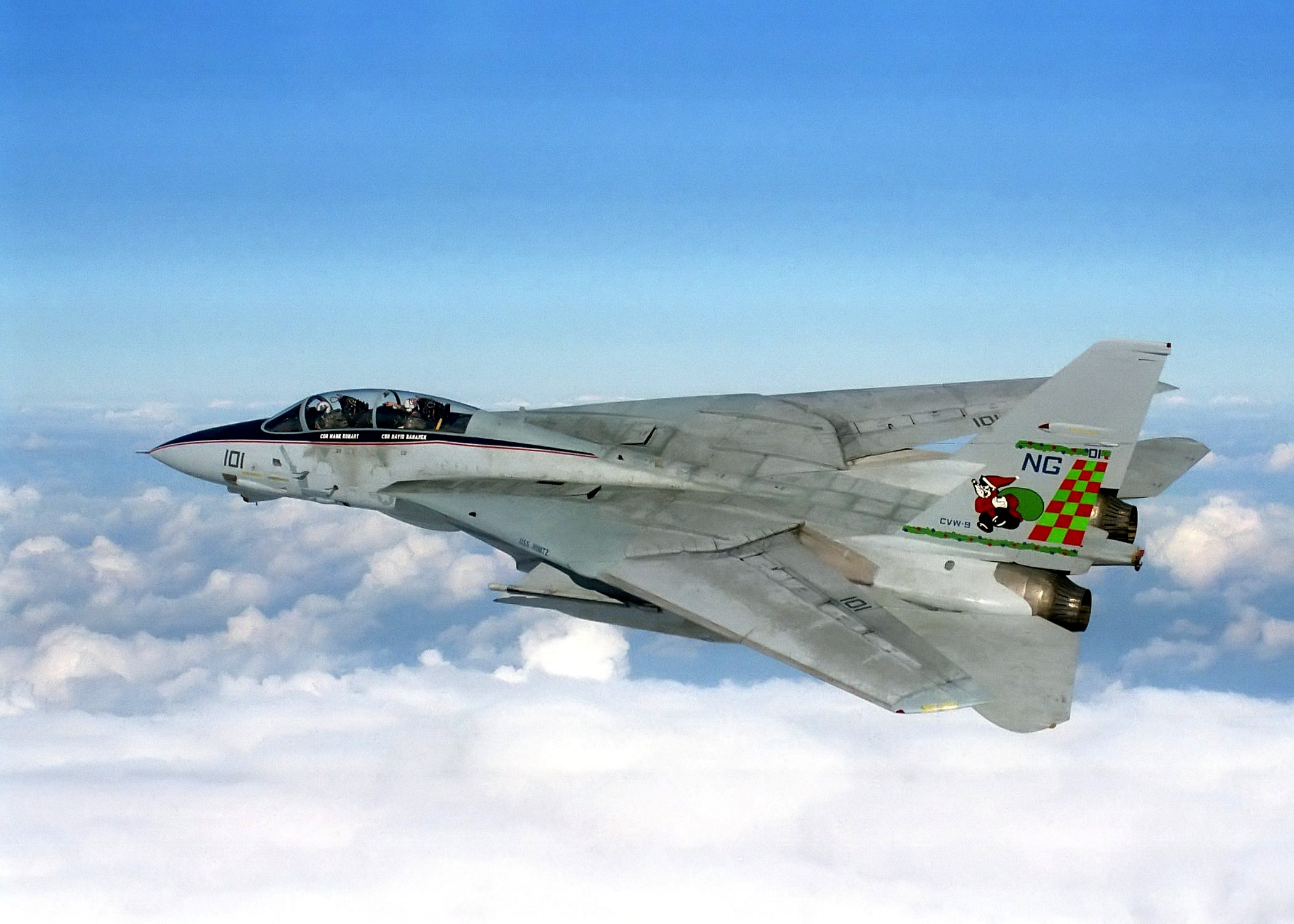
Винищувач-перехоплювач F-14A Tomcat військово-морських сил США

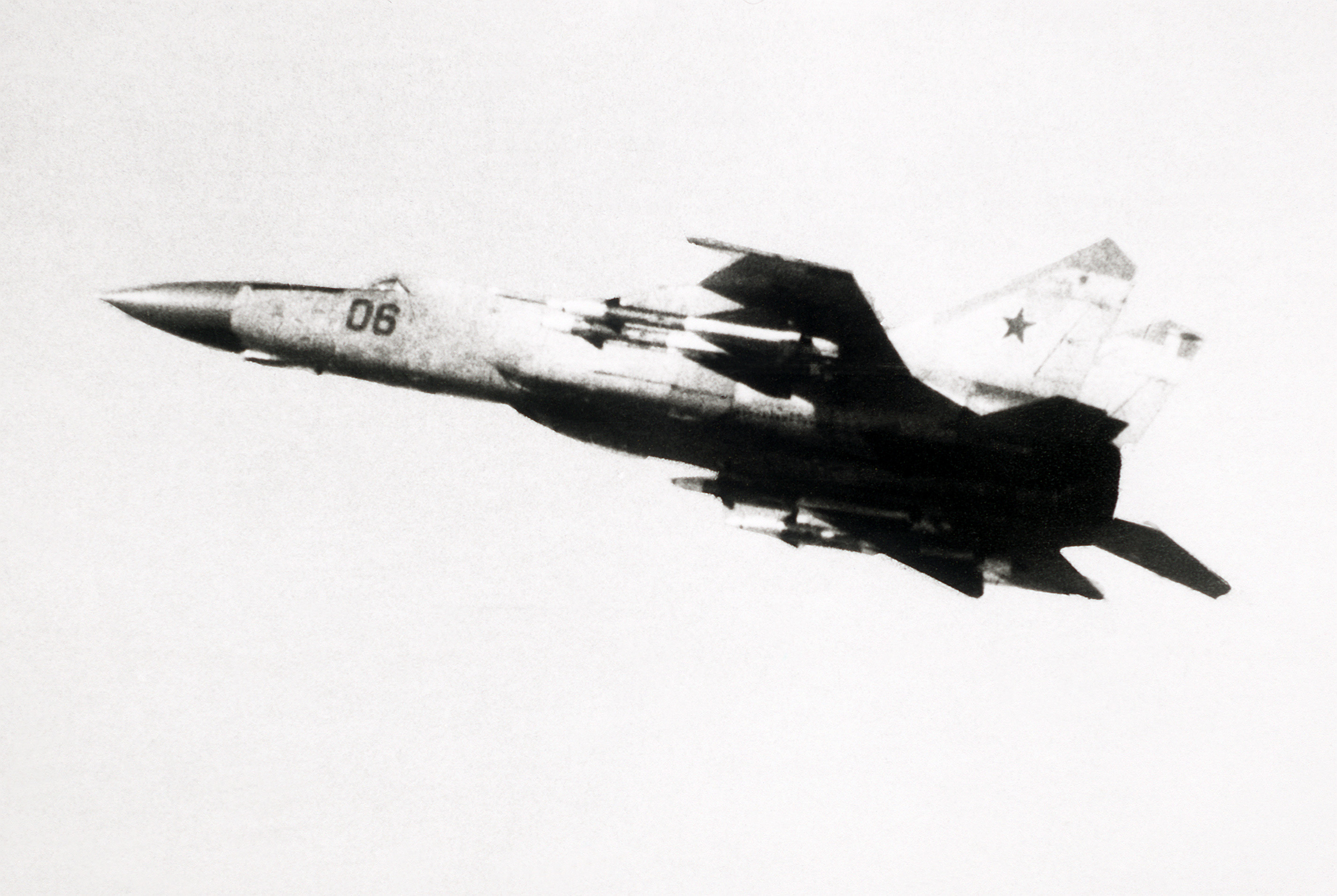
Винищувач-перехоплювач МіГ-25, СРСР

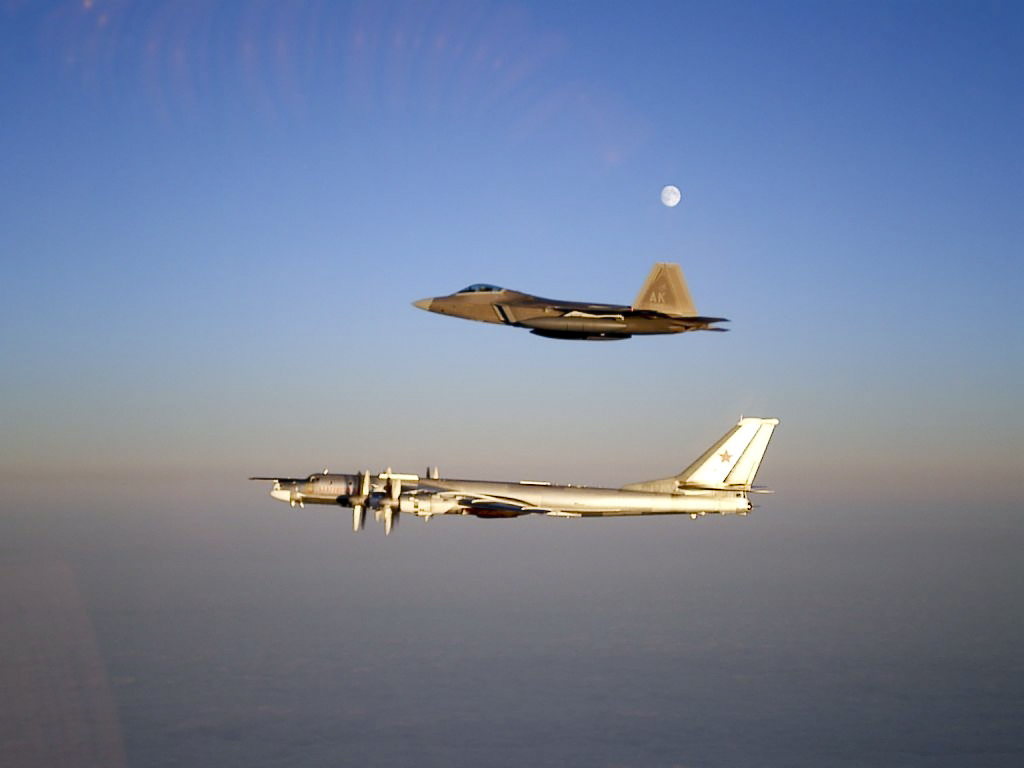
Винищувач п'ятого покоління F-22 «Raptor» супроводжує стратегічний бомбардувальник Ту-95 біля берегів Аляски. Листопад 2007

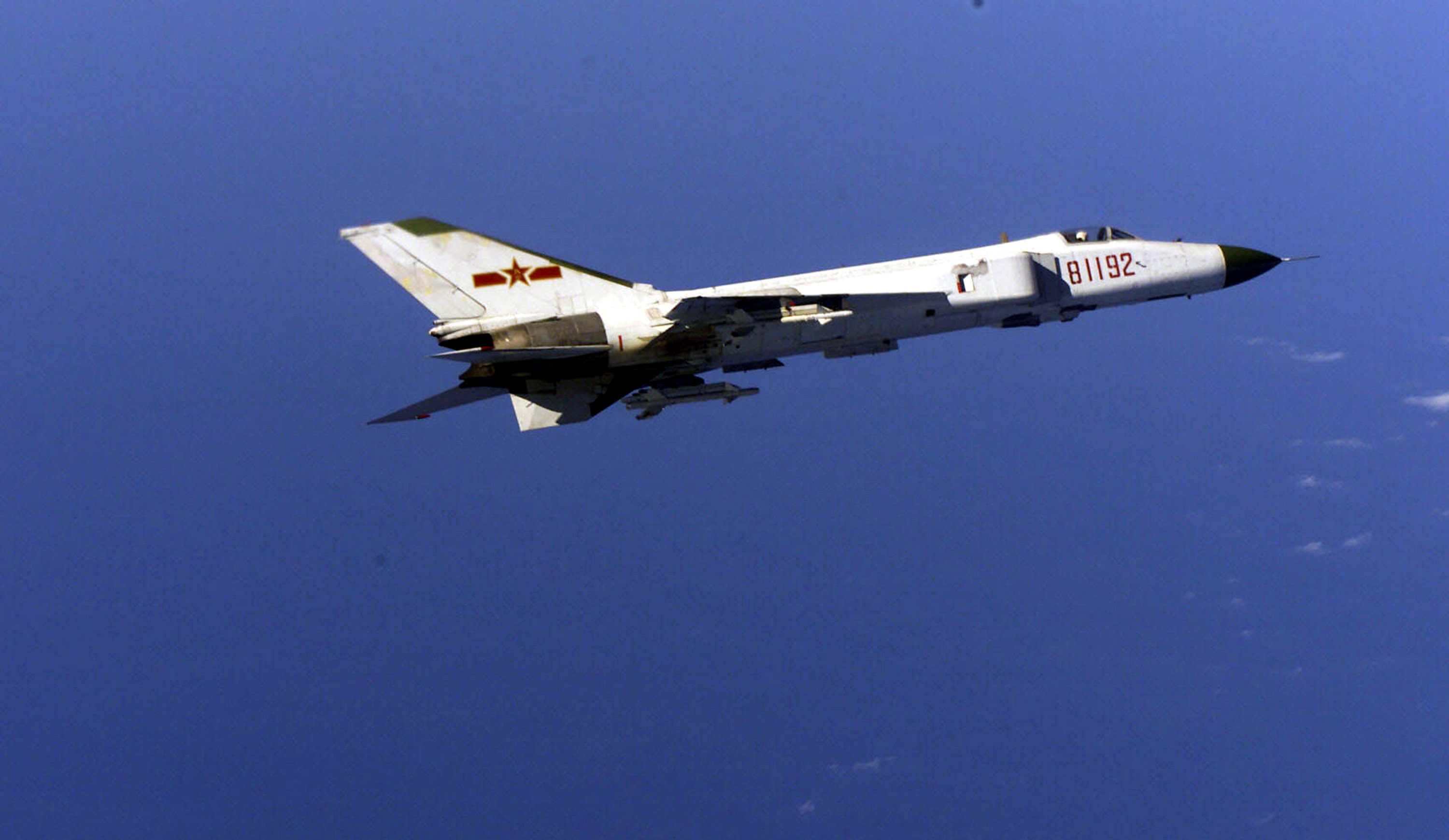
Китайський винищувач-перехоплювач J-8

Вини́щувач-перехо́плювач — винищувач, призначений для перехоплення і знищення повітряних цілей на малих, гранично малих, середніх і великих висотах, вдень і вночі, в простих і складних метеоумовах, при застосуванні противником активних і пасивних радіоперешкод, а також теплових пасток.
Основним видом бойових дій винищувача-перехоплювача є повітряний бій.